# 魯德尼亞 (哈里托尼夫卡市鎮)
50°12′42″N 29°2′34″E / 50.21167°N 29.04278°E
魯德尼亞（羅馬化：Rudnia）是烏克蘭的村落，位於該國北部日托米爾州，由日托米爾區哈里托尼夫卡市鎮負責管轄，面積0.41平方公里，海拔高度180米，2001年人口90，人口密度每平方公里218.98人。